# Gunder Andersson
Åke Arne Gunder Andersson, född 13 september 1943 i By församling i Avesta kommun, död 22 mars 2025 i Åmål, Västra Götalands län, var en svensk författare och journalist.

## Biografi
Andersson debuterade 1973 med novellsamlingen Över skaklarna. Han var från 1970-talet skribent på Aftonbladets kultursidor, och skrev även på Helsingborgs Dagblads kultursidor. Han skrev ofta djuplodande om idrott, och gav ut flera böcker med idrottsessäer.
Han var medlem i författargruppen Fyrskift, som 1990 tilldelades Ivar Lo-priset.
Novellen ”Torrsimmaren” filmatiserades under namnet Nadja år 1995 och Dubbel-8 år 2000.